# NGC 5397

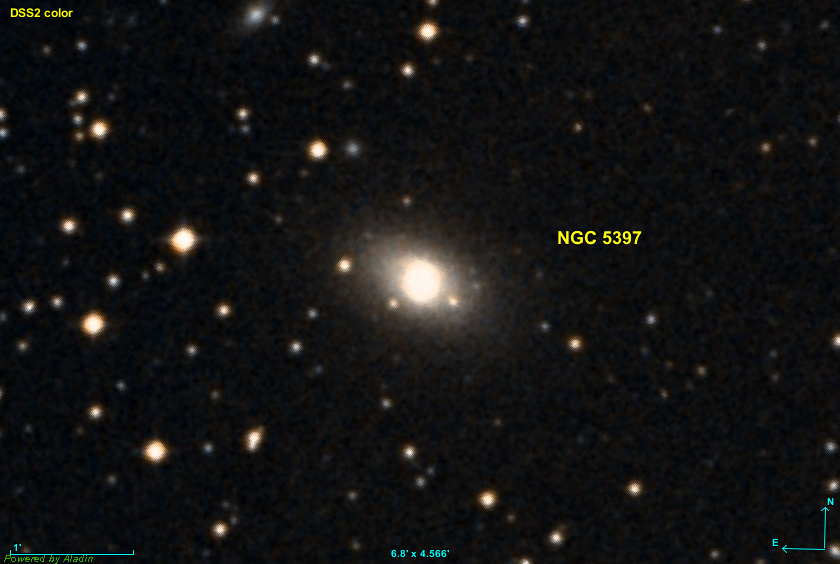
Космический снимок галактики NGC 5397

NGC 5397 (другие обозначения — ESO 384-31, MCG -6-31-13, IRAS13582-3342, PGC 49908) — галактика в созвездии Центавр.
Этот объект входит в число перечисленных в оригинальной редакции «Нового общего каталога».